# Li Yunqi
Li Yunqi (李昀琦S; 28 agosto 1993) è un nuotatore cinese.

## Carriera
Ha fatto parte della staffetta che ha vinto la medaglia di bronzo nella 4x200m stile libero alle Olimpiadi di Londra 2012.

## Palmarès
- Giochi olimpici

Londra 2012: bronzo nella 4x200m sl.
- Mondiali

Shanghai 2011: bronzo nella 4x200m sl.
Barcellona 2013: bronzo nella 4x200m sl.
- Giochi asiatici

Canton 2010: oro nella 4x200m sl.
Incheon 2014: argento nella 4x200m sl.
- Campionati asiatici

Foshan 2009: oro nella 4x200m sl, argento nei 400m sl e nei 1500m sl.